# 분지 필화 사건
분지 필화 사건(糞地筆禍事件)은 1965년 소설가 남정현이 단편소설 〈분지〉(糞地)로 인해 기소되어 유죄 판결을 받은 사건이다. 〈하와이 근성 시비〉라는 글을 쓴 조영암에 이어 작가에 의한 2번째 필화사건이며, 작가 남정현은 반공법 위반으로 처음 기소된 작가가 되었다.
남정현은 《현대문학》1965년 3월호에 소설 〈분지〉를 발표했는데, 미군에게 성폭행을 당하고 정신착란을 일으켜 사망한 어머니를 둔 주인공 '홍만수'가 여동생의 동거남인 미군의 아내를 겁탈한다는 줄거리이다. 이때 분지(糞地), 즉 '똥의 땅'은 강대국 미국에 의해 자주권을 잃은 대한민국의 현실을 상징한다. 분지는 사실적이라기보다는 과장과 희화화 등 우화적인 수법으로 쓰인 작품이나, 반미 문학으로서의 가치를 알아본 조선민주주의인민공화국에서는 이 소설을 조선로동당 기관지 《조국통일》 5월 8일자에 무단 전재했다. 남정현은 이를 계기로 반공법 위반 혐의로 체포되었다.
이어진 재판은 자연스럽게 창작의 자유와 국가의 검열이라는 사회적인 문제를 다루게 되면서 이목을 끌었다. 한승헌, 김두현, 안수길, 이항녕 등이 변론을 맡았고, 남정현은 유죄 판결에 이어 실형을 선고 받았으나 결국 선고유예로 풀려났다.

## 같이 보기
- 양성우 시인 필화 사건 (제4공화국)
- 한수산 필화 사건 (제5공화국)

## 참고 자료
- 《국민일보》 (2007.4.22) 원고지시대 작가들 (3) ‘분지’ 필화사건 소설가 남정현
- 양진오, 작가, 금기에 도전하다 - 남정현의 「분지」[깨진 링크(과거 내용 찾기)] 《문장 웹진》 (2006년 8월호)
- 서영인, 다시보는 필화사/ 남정현의 ｢분지｣ 사건 - 주체적 근대성의 소신, 친미반공 이데올로기와 맞서다, 《컬쳐뉴스》 (2005.10.27)
- 《오마이뉴스》 (2003.1.9) "불평등한 '소파' 현대판 노비문서 / 외세가 만든 세상은 가짜고 허위" - 인터뷰/ 반미소설의 효시 <분지>의 작가 남정현